# Naria nebrites
Espèce
Naria nebrites est une espèce de mollusques gastéropodes appartenant à la famille des Cypraeidae. Elle est répartie en Mer Rouge, sur la côte est de l’Afrique et au Sri Lanka. Sa longueur est de 4,3 cm.